# پتر ولچ
پتر ولچ (به انگلیسی: Peter Welch) نمایندهٔ حوزه انتخابیه کلی ورمانت از حزب دموکرات ایالات متحده آمریکا در مجلس نمایندگان ایالات متحده آمریکا است که برای نخستین‌بار در ۲۳ ژانویه ۲۰۰۷ میلادی به‌عضویت این مجلس درآمد.